# Гурупи (микрорегион, Токантинс)

Гурупи на карте.

Гурупи (порт. Microrregião de Gurupi) — микрорегион в Бразилии, входит в штат Токантинс. Составная часть мезорегиона Западный Токантинс. 
Население составляет 137 217 человек (на 2010 год). Площадь — 27 445,424 км². Плотность населения — 5,00 чел./км².

## Демография
Согласно сведениям, собранным в ходе переписи 2010 г. Национальным институтом географии и статистики (IBGE), население микрорегиона составляет:
| Полное население                             | Полное население                             | Полное население                             | Полное население                             | 137 217 |
| -------------------------------------------- | -------------------------------------------- | -------------------------------------------- | -------------------------------------------- | ------- |
| в том числе:                                 | Городское население                          | 116 236                                      | Процент городского населения, %              | 84,71   |
|                                              | Сельское население                           | 20 981                                       | Процент сельского населения, %               | 15,29   |
|                                              | Мужское население                            | 69 283                                       | Процент мужского населения, %                | 50,49   |
|                                              | Женское население                            | 67 934                                       | Процент женского населения, %                | 49,51   |
| Плотность населения, чел/км²                 | Плотность населения, чел/км²                 | Плотность населения, чел/км²                 | Плотность населения, чел/км²                 | 5,00    |
| Население микрорегиона в % к населению штата | Население микрорегиона в % к населению штата | Население микрорегиона в % к населению штата | Население микрорегиона в % к населению штата | 9,92    |

## Статистика
- Валовой внутренний продукт на 2003 составляет 565 766 925,00 реалов (данные: Бразильский институт географии и статистики).
- Валовой внутренний продукт на душу населения на 2003 составляет 4526,29 реалов (данные: Бразильский институт географии и статистики).
- Индекс развития человеческого потенциала на 2000 составляет 0,756 (данные: Программа развития ООН).

## Состав микрорегиона
В составе микрорегиона включены следующие муниципалитеты:
1. Алианса-ду-Токантинс
2. Алворада
3. Брежинью-ди-Назаре
4. Карири-ду-Токантинс
5. Кришас-ду-Токантинс
6. Фигейрополис
7. Гурупи
8. Жау-ду-Токантинс
9. Палмейрополис
10. Пейши
11. Санта-Рита-ду-Токантинс
12. Сукупира
13. Сан-Салвадор-ду-Токантинс
14. Тализман